# Heerlerheide
Heerlerheide, en limbourgeois Heëlehei ou G'n Hei, est un village néerlandais situé dans la commune de Heerlen, dans la province du Limbourg néerlandais. Le 1er janvier 2007, le village comptait 3 180 habitants.